# 塞繆爾·保羅·威爾斯
塞繆爾·保羅·威爾斯（英語：Samuel Paul Welles，1907年11月9日—1997年8月6日）是一名美國古生物學家。威爾斯曾是加利福尼亞大學柏克萊分校古生物博物館的助理研究員。他參與了1930年在布拉塞龍採石場的挖掘工作，以及1954年和之後在現在的柏林魚龍州立公園發現秀尼魚龍的工作。他累積了大量的海洋爬行動物、兩棲動物和魚類化石，並在1954年描述雙冠龍，在1943年描述費雷斯諾龍。